# 殺入愛情街
《殺入愛情街》（英語：Crimson street），是1982年上映的一部香港浪漫式警匪電影，由黎大煒執導，葉倩文、鍾鎮濤、陳惠敏、黃錦燊主演。電影講述三男子為了一個女人喋血街頭的故事。陳惠敏憑本片獲提名第2屆香港電影金像獎最佳男演員。

## 劇情
夜店歌女莎莉（葉蒨文 飾）與老闆Paul King（陳惠敏 飾）為男女朋友關係，但Paul待她非常差，經常對她呼之則來揮之則去，為了利益及巴結經常把她借給警察或其他老闆陪睡。莎莉陪睡的其中一個警察豹Sir（黃錦燊 飾）答應她，升職之後便會和妻子離婚迎娶她，但每次皆讓莎莉失望。一晚，被Paul拳打腳踢的莎莉在街上重遇早前有一面之緣的石仔（鍾鎮濤 飾）。剛剛出獄不久的石仔夥拍肥蝦（談卓靈 飾）繼續靠盜竊維生。欲追求莎莉的石仔循卡片找到莎莉的工作地點，並與老闆Paul大打出手。石仔希望幹一票大的之後帶莎莉遠走高飛......

## 角色
| 演員          | 角色      | 備註     |
| 葉蒨文        | 莎莉      | 夜店歌女 |
| 鍾鎮濤        | 石仔      | 盜竊賊   |
| 陳惠敏        | Paul King | 夜店老闆 |
| 黃錦燊        | 豹Sir     | 已婚警察 |
| 談卓靈        | 肥蝦      | 盜竊賊   |
| 鄭孟霞        |           | 石母     |
| 麥飛雄        | 沙皮      |          |
| 鄺鎮洲(Mr. X) | 慒九      |          |
| James Barnett | 教父      |          |
| Sam Sorono    | 神秘人    |          |

## 獎項
| 年份 | 頒獎典禮            | 獎項       | 獲提名 | 結果 |
| ---- | ------------------- | ---------- | ------ | ---- |
| 1983 | 第2屆香港電影金像獎 | 最佳男演員 | 陳惠敏 | 提名 |